# Bráulio (campanha publicitária)
Bráulio foi uma campanha publicitária conduzida pelo Ministério da Saúde do Brasil no ano de 1995 que buscava ensinar como usar a camisinha como forma de conter a epidemia do HIV por meio de um personagem chamado "Bráulio", um pênis. Tal fato fez com que o nome ficasse relacionado ao  órgão sexual masculino e a reação das pessoas que se chamam Bráulio, que ameaçavam recorrer à Justiça, levou o então ministro Adib Jatene a tomar a decisão de suspender toda a campanha. O Ministério da Saúde ouviu posteriormente mil pessoas sobre o novo nome para substituir Bráulio e, não havendo consenso, a coordenadora do programa de Aids do governo, Lair Guerra de Macedo, disse que deixariam o personagem sem nome. A campanha ficou apenas duas semanas no ar, sendo então retirada e recolocada no ar com a substituição de “Bráulio” por "amigo". Mesmo anos depois, pessoas entraram com processo dizendo ter sido vítima de danos morais.

## Equipe responsável
A campanha foi criada por Newton Pacheco, Marco Aragão, Silvana Coelho, Marcos Pamplona e Vinicius Alzamora, da agência Master, de Curitiba. Ernani Buchmann era sócio e o diretor de criação da Master, agência que atendia o Ministério da Saúde.